# 科林斯运河
科林斯运河（希臘語：Διώρυγα της Κορίνθου）是横穿希腊科林斯地峡的一条运河，它将伯罗奔尼撒半岛与希腊大陆分割开来，使得伯罗奔尼撒半岛实际上成为了一个岛。

## 建造和使用
科林斯运河是从1881年到1893年建造的，共长6.3公里，为此建造者将科林斯地峡的最窄处打通。从此萨罗尼科斯湾与科林斯灣之间有了一条通道。科林斯运河建成前船要航行400公里绕过伯罗奔尼撒半岛。为此建造者必须凿入84公尺深的岩层，运河内的水深达八米，运河水面宽24公尺，底部宽21公尺
今天这条运河丧失了其建造时的意义，原因是：
- 以現代船舶的尺寸来说，只有很小的小船才能通过科林斯运河。
- 过去的船必须贴近着海岸航行，因此绕过伯罗奔尼撒半岛是一件比较危险的事，今天的船可以远离海岸航行，因此这段路远远不如过去那么危险了，而且今天的船比过去快得多，因此使用科林斯运河所节省的时间也不像过去那么大了。
- 运河壁上的岩石比较软，运河的入口和运河壁今天急需修补或者固定。

不過科林斯运河内的交通繁忙，虽然通行费非常昂贵（2004年一条快艇需要付约10欧元/米的通行费），每天仍约有30条船经过运河，每年约11000条船，其中大多数是渡輪和旅游船。
科林斯运河本身深且笔直的岩壁也是賣點之一。

## 历史
传说最早打运河主意的是科林斯僭主佩里安德，但他没有真的敢去尝试这个计划。前6世纪和前5世纪时，地峡上有一条栈道来将船从地峡的一边拉到另一边。
罗马帝国时期又有人提出建造运河的计划。在凱撒、卡利古拉、尼禄和哈德良统治时期都有人探讨这个计划。凱撒和哈德良的计划都只是初步的，但卡利古拉和尼禄的计划就比较详细。
- 40年，卡利古拉将他的一些工程师遣送到科林斯地峡进行测量，但这些测量的结果非常糟糕。这些工程师确定科林斯灣的水面比萨罗尼科斯湾的水面高出数米，假如将两个海湾打通的话，爱琴那岛，甚至阿提卡的部分会被淹没，因此打运河的计划被取消。
- 67年，尼禄派上千工人去科林斯地峡（传说约6000犹太奴隶）。传说他本人使用一把镀金的铁锹动第一锹。尼禄的计划是从地峡两边向中心开发，然后在地峡中央开通。但三个月后尼禄就被杀，尼禄的继承人觉得这个计划太冒险或太昂贵，这个工程停工。

希腊作家保萨尼亚斯曾在他的游记裏描写过科林斯运河的计划，并对这些计划进行嘲笑。
中世纪时期威尼斯共和国曾经考虑过建造一条运河来改善它对希腊的商业控制计划，但由于这个工程太巨大，后来计划被放弃。
最后一直到19世纪使用工业化的成就这个计划才得以完成。